# Brison Gresham
Pour les articles homonymes, voir Brison et Gresham.
Brison Gresham, né le 24 janvier 1998 à Iowa City, en Iowa, est un joueur américain de basket-ball évoluant au poste de pivot ou d'ailier fort, pour l'ESSM Le Portel en Betclic Élite.

## Biographie

### Carrière universitaire
Entre 2016 et 2017, il joue pour le Minutemen de l'UMass à l'université du Massachusetts à Amherst.
Entre 2018 et 2021, il joue pour les Cougars de Houston à l'université de Houston.
Entre 2021 et 2022, il joue pour les Tigers de Texas Southern à l'université de Texas Southern (en).

### Carrière professionnelle

#### AEK Larnaca (2022-2023)
Le 23 juin 2022, automatiquement éligible à la draft 2022 de la NBA, il n'est pas sélectionné.
En juillet 2022, il participe à la NBA Summer League de Las Vegas avec les Nets de Brooklyn.
Durant l'été 2022, il signe son premier contrat professionnel avec l'équipe chypriote de l'AEK Larnaca.

#### ESSM Le Portel (depuis 2023)
Le 9 juin 2023, il signe un contrat avec l'équipe française de l'ESSM Le Portel.

## Palmarès

### Universitaire
- SWAC All-Tournament Team en 2022

## Statistiques

### Universitaires
Les statistiques de Brison Gresham en matchs universitaires sont les suivantes :
| Saison    | Équipe         | Matchs | Titul. | Min./m | % Tir | % 3pts | % LF | Rbds/m. | Pass/m. | Int/m. | Ctr/m. | Pts/m. |
| --------- | -------------- | ------ | ------ | ------ | ----- | ------ | ---- | ------- | ------- | ------ | ------ | ------ |
| 2016-2017 | Massachusetts  | 28     | 13     | 12,0   | 62,3  | 0,0    | 26,9 | 3,18    | 0,32    | 0,14   | 1,00   | 3,32   |
| 2017-2018 | -              | -      | -      | -      | -     | -      | -    | -       | -       | -      | -      | -      |
| 2018-2019 | Houston        | 37     | 1      | 13,7   | 70,5  | 0,0    | 51,4 | 3,46    | 0,38    | 0,30   | 1,30   | 3,46   |
| 2019-2020 | Houston        | 31     | 11     | 15,0   | 64,3  | 0,0    | 58,1 | 3,55    | 0,26    | 0,29   | 1,19   | 2,90   |
| 2020-2021 | Houston        | 31     | 19     | 17,2   | 56,3  | 0,0    | 44,4 | 3,00    | 0,32    | 0,52   | 1,48   | 2,97   |
| 2021-2022 | Texas Southern | 31     | 18     | 19,6   | 64,4  | 0,0    | 69,8 | 6,94    | 0,39    | 0,42   | 2,29   | 7,26   |
| Carrière  | Carrière       | 158    | 62     | 15,5   | 63,8  | 0,0    | 53,5 | 4,02    | 0,34    | 0,34   | 1,46   | 3,97   |